# Przemysł terenowy
Przemysł terenowy – określenie stosowane w czasach PRL, obejmujące – w odróżnieniu od przemysłu kluczowego – przedsiębiorstwa małe i średnie, których podstawowym celem było zaspokajanie potrzeb mieszkańców oraz rynku lokalnego. Zakłady należące do kategorii przemysłu terenowego organizowane były w regionalnych (wojewódzkich) zjednoczeniach przemysłu terenowego, podlegały miejscowej radzie narodowej i rozliczały się z budżetami lokalnymi, w odróżnieniu od podlegających ministerstwom przedsiębiorstw przemysłu kluczowego, zorganizowanych w zjednoczeniach ogólnokrajowych i rozliczających się z budżetem centralnym. Do przedsiębiorstw przemysłu terenowego zaliczane były m.in. przedsiębiorstwa komunalne (komunikacyjne, oczyszczania, wodociągowe itp.), większość firm handlowych, budowlano-montażowych itp.; organizowane mogły być w zjednoczeniach branżowych (skupiających przedsiębiorstwa przemysłu terenowego tej samej branży na obszarze województwa) albo wielobranżowych (skupiających przedsiębiorstwa przemysłu terenowego różnych branż na tym obszarze).
Tworzenie przemysłu terenowego w Polsce rozpoczęło się w połowie 1948 roku, kiedy wskutek zmiany polityki gospodarczej, poprzez stosowanie systemu tzw. "domiarów" podatkowych rozpoczęto proces doprowadzania wielu z małych zakładów do stanu zadłużenia i wskutek tego przejmowano je w przymusowy zarząd "uspołeczniony" na własność terenowych organów państwa lub na własność organizacji spółdzielczych.
Wraz ze zmianami ustrojowymi po roku 1989 podział na przemysł kluczowy i terenowy przestał mieć w Polsce rację bytu; pomimo to istnieją jeszcze w Polsce firmy, które w swoich nazwach, pomimo przekształceń własnościowych (np. w spółki z o.o.) określenie to zachowały, np. "Kaliskie Zakłady Przemysłu Terenowego w Kaliszu sp. z o.o.".